# Estúdios do Lumiar
Os Estúdios do Lumiar foram os primeiros espaços usados pela Rádio e Televisão de Portugal para as suas emissões regulares.

## História
Após as emissões experimentais na Feira Popular de Lisboa, em setembro de 1956, a RTP começou a preparar as infraestruturas para o início das suas emissões experimentais, tendo escolhido os estúdios do Lumiar, de forma provisória. No entanto, seria usado durante os 50 anos seguintes. Nestes estúdios, antes da chegada da RTP, foram produzidos filmes como "A Morgadinha dos Canaviais”, “Chaimite” e “O Cerro dos Enforcados".
As emissões experimentais no Lumiar começaram a 3 de dezembro de 1956, ocupando o horário compreendido entre as 15h50 e as 19h, com pequenos filmes e ensaios técnicos, totalizando cerca de 90 horas de emissão. Numa dessas emissões experimentais (a 7 de dezembro), a emissão abriu com o locutor Álvaro Baptista Pereira a anunciar o corte da transmissão durante dois minutos, em solidariedade para com o povo húngaro, na sequência da invasão do país pela União Soviética.
Durante os meses seguintes, os horários de emissão foram alargados ao domingo, apesar da redução do número de horas em janeiro para 71. Já em fevereiro de 1957, começou a ser emitido o primeiro telejornal da história da televisão portuguesa: o Jornal de Actualidades, composto por 5 minutos de notícias lidas e 10 de material filmado. Para além disso, foi introduzida a locução em estúdio, a que se acrescentou a visita da Rainha Isabel II a Portugal, que constituiu a primeira emissão no exterior.
As emissões regulares arrancaram a 7 de março, tendo os estúdios do Lumiar, como sede da RTP, sido palco de vários eventos marcantes da história da televisão em Portugal, como o Festival RTP da Canção, o 25 de abril de 1974 (em que os estúdios foram ocupados pelo MFA), entre outros.

## Venda dos terrenos e atualidade
Por se tratar de uma concessão provisória, os estúdios viriam a ser encerrados a 3 de março de 2007, e vendidos a 25 de maio do mesmo ano, pelo valor de 16 milhões de euros. No entanto, apenas em 2011, o Tribunal Arbitral decidiu favoravelmente o registo da mais-valia da alienação, após a entidade compradora ter apresentado um requerimento de arbitragem na Associação Comercial de Lisboa, em 2009.
Atualmente, os edifícios dos estúdios encontram-se em avançado estado de degradação.

## Estúdios
Inicialmente, os estúdios ocupavam uma área de 296 m², com o estúdio A a ter 4 câmeras e o B (uma antiga sala de projeção) 2. Anos mais tarde, o cinema do Lumiar, inaugurado em 1968, foi convertido em estúdio.
Ao longo dos anos, viria a expandir a sua capacidade, tendo tido à sua disposição 5 estúdios.

### Estúdio A ou 1
Tratava-se do principal estúdio, onde eram emitidos programas como o Telejornal, O Passeio dos Alegres, o Festival RTP da Canção, e emissões especiais dedicadas às eleições. Para além disso, foi neste estúdio que foi lida a proclamação da Junta de Salvação Nacional, na madrugada de 26 de abril de 1974.

### Estúdio B ou 2
Neste estúdio, eram emitidos programas como o Telejornal (a partir da década de 1960), o Boletim Meteorológico, Se Bem Me Lembro, assim como a locução de continuidade.

### Estúdio C (Estúdio Cottinelli Telmo da Tóbis)
Estúdio com 19,5 x 24,5 metros de área e 8 metros de altura, alugado pela RTP à Tóbis Portuguesa entre 1963 e 1970. Eram produzidas e emitidas peças como as do Teleteatro ligeiro, assim como programas musicais e de variedades, como por exemplo as primeiras cinco edições do Grande Prémio TV da Canção e programas de música ligeira. A ligação desse estúdio ao complexo principal era feita por via de um cabo coaxial. Foi demolido um ano depois de ser usado.

### Estúdio D ou 3
Estúdio construído de raiz e tornado operacional no início de 1968, em preparação para as emissões do 2º Programa. Esse estúdio era pouco maior que o B e, tal como esse, foi de início destinado à emissão de telejornais, boletins meteorológicos, locuções e programas de baixa produção para ambos os canais e possuindo uma régie de continuidade com visibilidade direta para o estúdio e capaz de serem para lá delegados, por via da Central Técnica, todos os meios existentes: Videotapes, telecinemas, estúdios e exteriores. Em 1980, adequando o inicio das emissões a cores, o estúdio foi abandonado por não apresentar então possibilidades de reapetrechamento, mas voltou a estar operacional a partir de abril de 1982 após ter sido sujeito a obras de expansão de sua área e à instalação de uma nova régie e equipamentos.

### Estúdio 4
Tornado operacional a partir de 21 de março de 1976, apesar de fazer parte de um edifício cuja obra foi concluída cerca de um ano antes, o Estúdio 4 do Lumiar, com uma área de cerca de 140m², ficou inicialmente reservado aos programas da Direção de Informação, como o Telejornal e as coberturas dos três atos eleitorais ocorridos nesse ano. Mas também foram feitos neste estúdio, programas nos géneros de concursos, infantis e talk-shows.